# Lydella stabulans
Lydella stabulans là một loài ruồi trong họ Tachinidae.